# Suckunge
Suckunge är en bebyggelse nordväst om Märsta i socknarna  Odensala och Husby-Ärlinghundra i Sigtuna kommun. Mellan 2015  och 2020 samt från 2023 avgränsade SCB här en småort.